# Storia dell'Associazione Calcistica Perugia Calcio

Un'esultanza dei giocatori perugini nella seconda parte degli anni 1970, tra i periodi più floridi della squadra biancorossa.

La storia dell'Associazione Calcistica Perugia Calcio, società calcistica italiana con sede a Perugia, si estende per più di un secolo.
Fondata nei primi anni del XX secolo dall'unione tra le due principali società sportive cittadine del tempo, nel suo iniziale quindicennio di vita si limitò a un'attività prettamente regionale prima di debuttare, con gli anni 1920, nei campionati nazionali. Tra le storiche e più famose "provinciali" del calcio italiano, il club biancorosso ha vissuto i suoi migliori momenti sportivi in tre distinti periodi: nel lustro iniziale degli anni 1930, quando raggiunse per la prima volta la Serie B sfiorando l'approdo in massima categoria; nella seconda metà degli anni 1970, coincisa col debutto in Serie A di un collettivo molto competitivo – il cosiddetto Perugia dei miracoli –, capace d'impegnarsi sino alla lotta per lo scudetto; e infine a cavallo degli anni 1990 e 2000, in cui i grifoni militarono stabilmente nella massima serie italiana nonché nelle coppe europee.
Si tratta della più vittoriosa squadra dell'Umbria – l'unica della regione ad avere conseguito affermazioni a livello confederale –; il club è stato classificato dall'Istituto Internazionale di Storia e Statistica del Calcio, organizzazione riconosciuta dalla FIFA, al 351º posto tra i 643 migliori club europei nel primo decennio del XXI secolo.

## Storia

### Le origini: Fortebraccio e Libertas

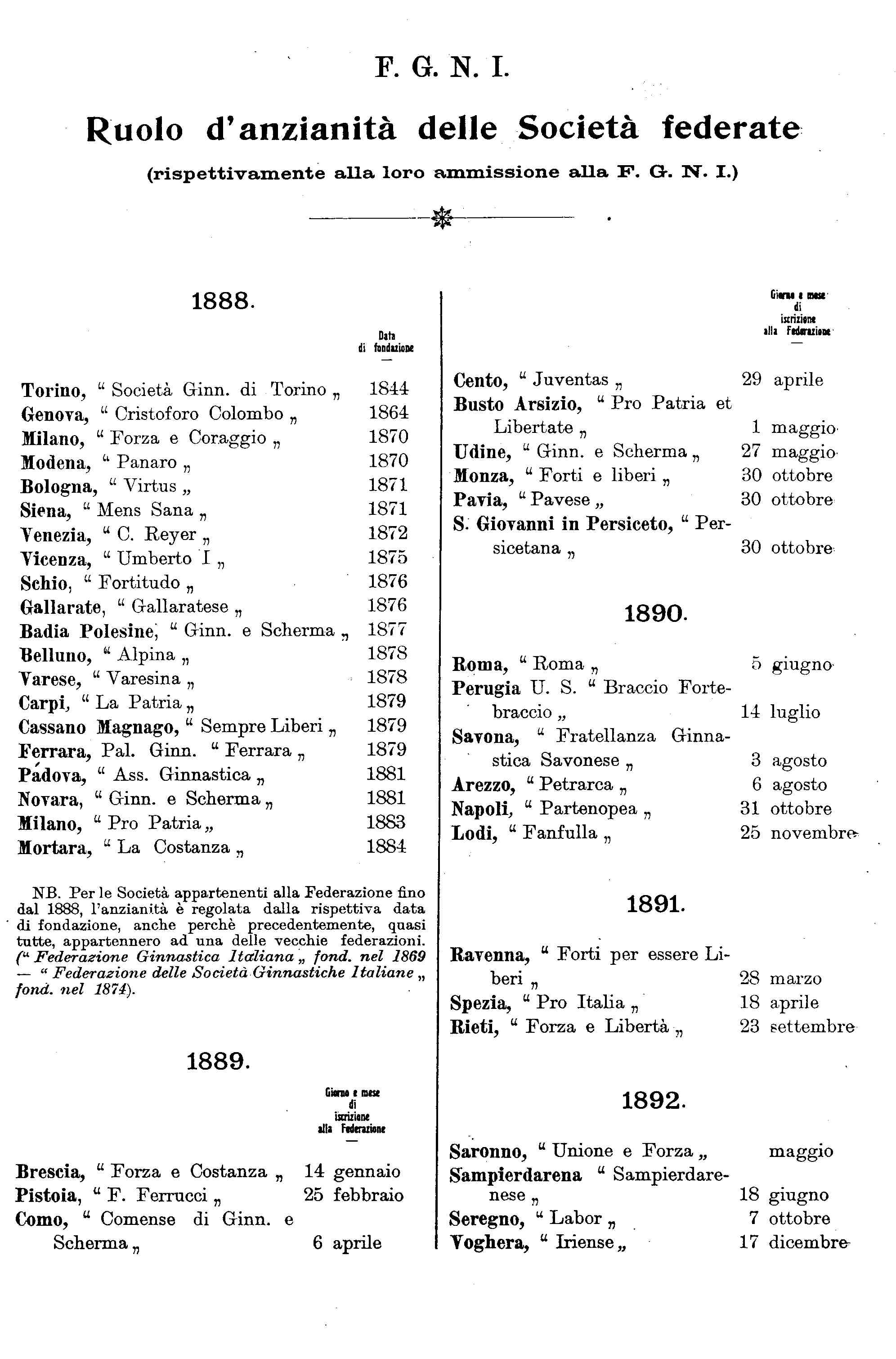
Le società sportive affiliate alla FGNI a inizio Novecento: tra di loro, dal 1890, la Fortebraccio di Perugia, che nel 1901 aprirà la sezione calcistica da cui prenderà il via la storia dei grifoni.

Le radici di quella che diverrà la principale squadra calcistica perugina affondano nell'ultimo decennio del XIX secolo, legandosi agli eventi che, in quegli anni, portarono stabilmente la pratica sportiva nel capoluogo umbro. Nell'estate 1890, mentre «in quasi tutte le città d'Italia prosperano da tempo società che hanno per scopo la diffusione degli esercizi ginnastici e militari fra i giovani e gli adulti», ciò non accadeva a Perugia sicché, per colmare tale ritardo, il 14 luglio un gruppo di soci – Francesco Guardabassi, Giovanni Carattoli, Astorre Lupattelli, il maestro Eugenio Ottaviani, l'avvocato Braccio Omicini, Luigi Bocci e Rinaldo Amoni – diede i natali, nella Sala della Vaccara del Palazzo dei Priori, alla Società Ginnastica Braccio Fortebraccio; fu Guardabassi a proporre nel nome l'omaggio a Braccio da Montone, condottiero e Signore della città perugina nel corso del XV secolo, volendo così conferire da principio alla società un carattere di unicità rispetto alle formule più in voga all'epoca (quali Forza e Coraggio, Fermezza e Fortezza o Forza e Costanza): una figura, quella dell'uomo d'armi, che piacque al consiglio divenendo subito l'emblema del giovane sodalizio.
Presto affiliatasi alla Federazione Ginnastica Nazionale Italiana, la Fortebraccio andò incontro a un immediato successo – tuttavia limitato nei primi anni al solo ambito ginnico – facendo proseliti nella palestra comunale nei pressi di San Francesco al Prato e ottenendo discreti successi coi suoi atleti anche fuori dai confini regionali. Si dovrà attendere il 1899 perché, in coincidenza con l'approvazione di un nuovo statuto, la società ampli il proprio campo d'azione ad altre discipline quali scherma, alpinismo, atletica leggera, nuoto, pattinaggio e tennis. Con la strada ormai tracciata, all'alba del XX secolo i tempi erano maturi affinché la Fortebraccio rivolgesse il suo sguardo pure al «foot-ball», sport ancora relativamente nuovo nella penisola, e che a Perugia stava raccogliendo sempre più consensi. È il 1901 quando vede la luce quella che sembra essere stata la più antica associazione calcistica cittadina, anno in cui la società ginnastica dedicò una propria sezione al «gioco della palla al calcio»: motivo, questo, per cui varie fonti tendono a retrodatare di quattro anni la nascita effettiva della squadra biancorossa – la quale a sua volta, nei decenni seguenti, parve suffragare tale tesi celebrando già nel 1951 il proprio cinquantenario.
Nel 1912 i soci delle due fazioni calcistiche perugine erano ancora sospinti da un'accesa rivalità. All'inizio dell'anno la Libertas ruppe gli indugi e lanciò il "guanto di sfida" alla Fortebraccio, invitandola a disputare una partita volta a decretare la superiorità dell'una o dell'altra squadra nel «foot-ball».
Il 27 aprile, dopo una discussione messa ai voti tra tutti i soci – 25 sì, 19 no, 5 astenuti –, il presidente della Fortebraccio Vittorio Texeira declinò: «Ragioni di opportunità e di prudenza consigliano di non mettere di fronte i giocatori delle due società, almeno fino a che i rapporti non siano di molto migliorati e soltanto una sana emulazione esista fra i componenti di esse. Il foot-ball accende di per se stesso gli animi e può spingerli alla violenza e non solo eccita quelli dei giocatori, ma anche quelli degli spettatori; né in certi casi, l'arbitro, per quanto abile, autorevole e predisposto, può avere la forza di frenarne l'impeto...»
Replicò sarcasticamente la Libertas: «Le menti debolucce dell'Unione Sportiva ebbero forte spavento di un nome; forse la libertà ripugna loro anche se è titolo di una società sportiva...»
Fatto sta che la storiografia istituzionale vuole l'Associazione Calcio Perugia costituirsi il 9 giugno 1905, quando la sezione calcistica della Fortebraccio andò a fondersi con altre realtà locali, la più importante delle quali era rappresentata dalla Libertas – la quale operò anch'essa in ambito calcistico negli stessi anni, ma di cui rimane incerta la data di nascita e l'effettiva apertura di una sezione dedicata al foot-ball. Il primo presidente della neonata società fu Romeo Gallenga Stuart, tra i pionieri dello sport in Umbria, in seguito rappresentante italiano ai Giochi della V Olimpiade e deputato al Parlamento del Regno d'Italia. L'esordio ufficiale della squadra avvenne nel 1907 quando proprio a Perugia, all'interno del programma di un "Concorso Ginnastico Interprovinciale", venne organizzato un triangolare di calcio con la partecipazione della Lazio e della Robur di Siena, agli ordini dell'arbitro Olindo Bitetti. Sempre nel capoluogo umbro, nel febbraio 1910, si disputarono i primi "Campionati Sportivi Universitari Italiani" che nel calcio videro primeggiare il Torino, col Perugia – in campo con una casacca a righe verticali bianche e nere, e pantaloncini pure neri – quarto classificato.

### Anni 1910 e 1920: tra scissioni e riunificazioni
Nonostante l'avvenuta collaborazione tra la Fortebraccio e la Libertas, le due opposte fazioni mantennero ugualmente una forte rivalità interna, tanto che spesso scesero in campo separatamente e con le loro originarie denominazioni. In questo turbolento scenario, a soli cinque anni dalla nascita del Perugia, il 20 giugno 1910 si registrò la scissione di un gruppo di dissidenti laici vicini alla figura di Ruggero Ranieri Marchese del Sorbello – in aperto contrasto alle idee di Gallenga Stuart, tra i massimi rappresentanti dell'area clericale e conservatrice del club – che decisero di uscire dalla squadra e fondare la nuova Società Sportiva Libertas, sotto l'ala di Benedetto Veneziani.

La Libertas nel 1910, fondata dai soci dissidenti della Fortebraccio: i «foot-ballers» indossavano maglie a righe verticali bianconere.

Pur se in molti si prodigarono per sanare lo scisma – tra di loro ci fu il professor Bellucci, presidente del Comitato provinciale dell'Istituto per l'incremento dell'educazione fisica, che cercò di riappacificare gli animi tra le opposte società puntando sulla realizzazione di un nuovo stadio –, i successivi anni furono caratterizzati da un acceso antagonismo tra le due sponde rivali per il primato del calcio cittadino. A ben vedere, solo all'apparenza si trattò di una mera lotta sportiva, tradendo di fatto profonde ragioni politiche alla base del contendere: il dissapore degli uomini appartenenti alla Libertas, nei confronti della Fortebraccio, verteva principalmente nella persona di Gallenga Stuart, reo ai loro occhi di avere dato alla società dei tratti fortemente aristocratici.
Nel frattempo, tra il 1911 e il 1912 proprio la squadra della rinominata Unione Sportiva Braccio Fortebraccio partecipò ai tornei interregionali organizzati dall'Umbria sportiva, entrambi vinti dal Roman di Roma, nei quali i perugini si misero in mostra battendo per 2-0 l'Anconitana e per 6-0 lo Spoleto. Il 1912 è anche l'anno in cui si costituì il comitato promotore per la costruzione di un «grandioso stadio perugino»: difatti il capoluogo ancora non disponeva di un vero e proprio impianto sportivo, tanto che le gare e gli allenamenti delle squadre calcistiche si svolgevano alla bell'e meglio al campo di Piazza d'armi – il cosiddetto Piazzone della città (poi divenuto l'odierna piazza Partigiani) –, che veniva pionieristicamente segnato col gesso.

Una pausa della sfida tra Perugia e, giocata nella città umbra nel 1926: all'epoca i grifoni vestivano maglie a righe verticali biancorosse; al centro si riconosce il coach dei romani, Cesare Migliorini, che nel decennio seguente siederà sulla panchina perugina in occasione della prima rincorsa del club alla massima serie.

La traumatica esperienza della Grande Guerra, nonché del violento terremoto che nel 1915 aveva colpito l'Italia Centrale, portò a un ripensamento delle vecchie certezze. Nel primo dopoguerra i reduci della Fortebraccio e della Libertas ripresero i contatti con una serie di scambi epistolari, volti a superare i precedenti dissapori e a far sì che tutti i perugini potessero tornare a tifare per la stessa squadra. Con queste premesse, nel 1921 le due fazioni si riunirono nuovamente in un'unica squadra, che prese il nome di Società Sportiva Perugia. Debuttò nell'occasione quella che diventerà la divisa da gioco tradizionale del club, ovvero maglia rossa, pantaloncini bianchi e calzettoni rossi; un grifone in posizione rampante divenne il simbolo del sodalizio, cucito sulle casacche all'altezza del cuore.
Nel 1922 il campo da gioco di Piazza d'armi venne intanto ampliato e reso più consono alla pratica agonistica, con l'aggiunta, per la prima volta, di una tribuna in legno per accogliere gli spettatori. In questi anni il Perugia ebbe un'attività prevalentemente regionale, incontrandosi con squadre limitrofe come Terni – che diverrà presto la rivale per antonomasia dei biancorossi –, Siena, Ancona, Tiferno, Foligno, Tolentino e Maceratese. Brugalossi e Cesare Della Torre furono i giocatori più significativi di questo ciclo chiusosi nel 1929, da una parte, con il ritorno all'originaria denominazione di Associazione Calcio Perugia, e dall'altra, con la sconfitta nello spareggio di Arezzo contro i folignati, che negò ai perugini l'approdo in Prima Divisione.

### Anni 1930

I grifoni che, il 25 maggio 1930, superarono 5-1 la Virtus di Spoleto e vinsero il girone umbro di Terza Divisione, conquistando l'approdo in Prima Divisione; si riconoscono "Peppino" Vitalesta (estrema sinistra), perugino di nascita e punto fermo della squadra nei primi anni 1930, ed Emerich Hermann (estrema destra), il primo allenatore nella storia del club.

Gli anni 1930 del club biancorosso ebbero inizio, in verità, già sul finire del decennio precedente. L'attività calcistica era ormai praticata nel capoluogo umbro da quasi trent'anni, ciò nonostante rimaneva ancora una disciplina oscura sotto molti aspetti; intorno al 1928 vennero quindi chiamati a Perugia alcuni maestri della cosiddetta "scuola danubiana", all'epoca molto in voga, per apprenderne i segreti. Si trattò dei primi, veri, allenatori nella storia dei grifoni.
L'ungherese Emerich Hermann fu il tecnico della squadra che, al termine di un serrato duello con gli spoletini della Virtus, nel 1929-1930 vinse il girone regionale di Terza Divisione e, grazie a un doppio salto di categoria dopo riforma federale, fece il suo debutto in Prima Divisione. Nella stagione 1931-1932 il Perugia, comandato a centrocampo da quel Vittorio Godigna che si guadagnerà presto l'ingaggio da parte del Genova 1893, arrivò a un passo dalla Serie B concludendo in vetta il girone E del campionato; tuttavia nei seguenti gironi finali la sconfitta 2-3 a Genova in casa della Sampierdarenese, tra varie recriminazioni degli umbri per le decisioni della giacchetta nera Umberto Gama, li relegò al secondo posto della classifica mancando la promozione proprio a favore dei liguri.

#### A un passo dalla Serie A
Il traguardo fu rimandato di un solo anno. Nell'annata 1932-1933 il Perugia guidato in panchina da un altro danubiano, András Kuttik, raggiunse infatti per la prima volta nella sua storia la Serie B, vincendo dapprima il girone G con tre punti di vantaggio sul Foligno e cinque sulla squadra riserve della Roma, e chiudendo poi al primo posto anche il successivo girone finale davanti a Catanzarese e Seregno. In quegli anni si misero particolarmente in luce in biancorosso il terzino Luigi Gioacchino Nebbia, in seguito passato al Modena, il giovane e prolifico centromediano Giuseppe Vitalesta, la cosiddetta «freccia del calcio perugino» che vestiva la maglia della sua città, dividendosi tra la passione sportiva e il bar di famiglia in corso Vannucci, e il coetaneo Alberto Tiberti, ala che sarà poi chiamata nel 1934 alla corte della Juve del Quinquennio.

La festa di squadra e tifosi biancorossi per la vittoria della Prima Divisione 1932-1933 e la conseguente promozione in Serie B.

Nel campionato 1933-1934, allenato da Cesare Migliorini, il club andò vicino per la prima volta all'approdo in Serie A, vincendo il girone B sopravanzando di una lunghezza i modenesi, e qualificandosi al girone finale valevole per la promozione. Tuttavia proprio qui, forse anche per la mancanza di eventuali infrastrutture adatte alla massima categoria, «vengono le dolenti note» per il Perugia, con una serie di arbitraggi a senso unico: il culmine si raggiunse al termine della sfida casalinga con la Pro Patria, quando "Peppino" Vitalesta reagì alle continue decisioni avverse aggredendo il direttore di gara De Sanctis; un gesto che gli costò un'iniziale squalifica a vita, poi cancellata, ma che, oltre a precludergli le attenzioni di più prestigiose società, di fatto pose fine alla sua promettente carriera.
L'anno dopo, a causa delle difficoltà finanziarie derivate dalla gestione della competitiva squadra d'inizio decennio, l'intelaiatura dei biancorossi – il portiere Eraldo Pangrazi, Raffaele Mancini, Gino Zanni, Armando Preti, Ettore Brossi, Nebbia II, Giuseppe Scategni e Tiberti, oltre allo sfortunato mediano Lolli che morirà di lì a pochi mesi – venne di fatto smantellata per fare cassa e saldare debiti: rimase Orazio Sola a presidiare la difesa ma, con un tasso tecnico considerevolmente ridotto, al termine della stagione 1934-1935 i grifoni non poterono altro che retrocedere, chiudendo qui il primo ciclo vincente della loro storia.

Il Perugia che prese parte al torneo cadetto del 1933-1934, l'apice della competitiva squadra d'inizio anni 1930 che sfiorò, per la prima volta nella storia del club, il balzo in Serie A.

Il 1937 fu una data importante per il calcio a Perugia, poiché ebbe inizio la costruzione del primo stadio cittadino inteso come tale, il Santa Giuliana, realizzato proprio in prossimità del vecchio Piazzone; i biancorossi potranno però debuttarvi ufficialmente solo l'anno dopo, il 4 settembre 1938, in occasione della loro prima stagione di Serie C nonché del debutto assoluto nell'ancora acerba Coppa Italia. Sempre nel '38 esordì in squadra il mediano Guido Mazzetti, destinato in futuro a scrivere pagine importanti della storia del club sia da giocatore sia, soprattutto, da allenatore.

### Anni 1940
Nella stagione 1939-1940 il Perugia rimase inattivo per motivi finanziari. Il suo posto nella Prima Divisione Umbra venne preso da un nuovo sodalizio, quello del Gruppo Universitario Fascista della città e che, nonostante un nome diverso, indossò le casacche dei grifoni attingendo a loro pure per diversi giocatori. La storica società biancorossa si riorganizzò l'anno successivo, venendo iscritta alla Serie C. Affidata all'allenatore ungherese Aleksandar Peics e con in campo Sergio Andreoli, futuro scudettato con la Roma, la squadra perugina si ritrovò dopo poche giornate in testa alla classifica salvo sfaldarsi di lì a breve a causa della seconda guerra mondiale, che la privò di vari elementi richiamati alle armi. Dopo un paio di tornei giocati senza particolari velleità, il protrarsi degli eventi bellici anche nella penisola portò alla sospensione di tutti i campionati nazionali: a Perugia il calcio tornerà solo nel luglio 1944, con l'arrivo degli Alleati a liberare l'Umbria, e con un'attività limitata ai confini cittadini.

Da sinistra: il segretario Bastianelli, il terzino Luigi Gioacchino Nebbia, il dirigente Rufini e il mediano Guido Mazzetti, parte del Perugia nella stagione 1948-1949; Mazzetti diverrà in seguito tra i più famosi allenatori nella storia del club, in panchina (a periodi alterni) per quattordici stagioni.

Nell'immediato secondo dopoguerra il club perugino venne ricostituito da Giorgio Bottelli e la squadra, rimpolpata dall'apporto di militari inglesi degli eserciti alleati, giocò sfide in ambito regionale con le compagini di Mugnano, Mantignana, Magione, Gubbio e Foligno. Nel 1945-1946 i biancorossi allenati da Mario Malatesta e trascinati in campo da Alberto Galassi, uno dei più prolifici attaccanti italiani del tempo, che segnò in quell'annata addirittura 35 reti guadagnandosi così l'ingaggio in Serie A da parte del Bologna, vinsero il campionato davanti a Foligno e Anconitana, conquistando la seconda promozione tra i cadetti della loro storia. Sotto la presidenza dell'industriale napoletano Francesco Drommi la squadra vi rimase per sole due stagioni, salvo poi risprofondare negli anni successivi nelle categorie minori.

### Anni 1950 e 1960
Il nuovo decennio si aprì con un Perugia in deciso declino. Nel 1950 la squadra, beneficiando di un ripescaggio su base territoriale (volto a dare rappresentanza a quelle regioni, come l'Umbria, che in quel momento non avevano club iscritti alle tre maggiori categorie della Lega Nazionale), scampò a una retrocessione nell'allora Promozione che sarà tuttavia rimandata solo di un anno, quando non poté più evitare la caduta al quarto livello della piramide calcistica italiana. Al termine della stagione 1951-1952 i grifoni, dal '50 nel frattempo allenati da Guido Mazzetti, al suo primo ciclo sulla panchina biancorossa, vennero battuti da Città di Castello e Fabriano negli spareggi di qualificazione alla nuova IV Serie, ottenendo ugualmente l'ammissione a tale campionato grazie a un nuovo ripescaggio avallato dalla Federcalcio.

La squadra del 1956-1957 vide l'esordio di Dante Fortini, futuro recordman di presenze (360) in maglia biancorossa.

Dal 1953 al 1966 il Perugia crebbe quindi sotto la presidenza dapprima di Gaetano Salvi, poi di Orlando Baldoni. In questo lasso di tempo, negli anni 1950 la compagine si stabilizzò in maniera definitiva in quarta serie. L'unico acuto fu quello della stagione 1953-1954 quando i grifoni, sempre agli ordini di Mazzetti e con Armando Serlupini – bomber biancorosso di tutti i tempi – a buttare la palla in rete, mancarono per una manciata di punti la promozione in C, venendo preceduti nel proprio girone soltanto dal Prato. Si susseguirono frattanto le riforme dei campionati e nel 1958 il Perugia, assegnato alla Seconda Categoria del transitorio Campionato Interregionale, uscì sconfitto da uno spareggio salvezza contro il Piombino, vedendosi tuttavia annullare nelle settimane seguenti il paventato declassamento nel Campionato Dilettanti per via di altrui rinunce. Il ritorno in Serie C avverrà d'ufficio nel 1959, grazie a un'ennesima riforma federale, e ancora una volta per motivi geografici.
Il Perugia dei primi anni 1960 annoverava tra le proprie file, tra gli altri, validi elementi come il portiere folignate Lamberto Boranga, futuro protagonista della Serie A nel successivo decennio, il centravanti Ilario Castagner, emerso quale capocannoniere del girone nell'annata 1963-1964, e l'attaccante perugino Dante Fortini – destinato a divenire, di lì a poco, il giocatore più presente nella storia dei grifoni. Ciò nonostante, in questo primo lustro la squadra biancorossa, allenata a periodi alterni da Mazzetti, dal cecoslovacco Július Korostelev e da Egizio Rubino, si barcamenò nella categoria senza conseguire prestazioni di rilievo, riuscendo a impegnarsi nella lotta alla promozione unicamente nel torneo 1964-1965, agli ordini di Domenico Bosi.

#### La presidenza Spagnoli, il ciclo Mazzetti

Il presidente dei grifoni, Lino Spagnoli, viene portato in trionfo al termine di Perugia- (1-0) del 21 maggio 1967, che sancì il ritorno dei biancorossi in Serie B dopo un'assenza di diciannove anni.

Il 1966 è una data cruciale per la storia del Perugia, l'anno in cui subentrò alla presidenza Lino Spagnoli, imprenditore cittadino già campione di motonautica e grande appassionato di sport. La stagione 1966-1967 è quella del ritorno in Serie B, atteso in casa biancorossa da diciannove anni, anche se i grifoni dovettero avere la meglio di un'agguerrita Maceratese che diede loro battaglia per tutto il campionato, riuscendo a sopravanzarla soltanto grazie alla vittoria di marzo nello scontro diretto del Santa Giuliana. La matematica certezza della promozione si fece attendere sino alla penultima giornata, il 21 maggio 1967, quando un perugino doc, l'ala Eros Lolli, siglò la rete decisiva contro la Sambenedettese. La squadra era ancora allenata da Guido Mazzetti, mentre i protagonisti dell'annata furono la mezzala Carlo Azzali e le punte Pier Luigi Gabetto (figlio di Guglielmo del Grande Torino) e Angelo Montenovo.
A cavallo degli anni 1960 e 1970 il Perugia disputò vari campionati cadetti di buon livello, andando vicino alla massima categoria già tra il 1970-1971 e il 1971-1972, sempre agli ordini di Mazzetti, e rischiando la retrocessione solo nelle stagioni 1967-1968, quando ottenne la salvezza dopo un'interminabile sequenza di spareggi incrociati (contro Genoa, Lecco, Messina e Venezia) che si protrassero in piena estate, e 1973-1974, in cui la raggiunse all'ultima domenica andando a vincere sul campo del Parma. Proprio in occasione di quel match i biancorossi incapparono per la prima volta nelle maglie della giustizia sportiva, con un'accusa di tentato illecito da cui vennero scagionati anche grazie alla testimonianza del presidente Montaini dell'Arezzo: per vie traverse, tale fatto finirà per ripercuotersi negativamente sul cammino amaranto nel successivo torneo, innescando un'accesa rivalità tra perugini e aretini che perdura ancora oggi.

### Anni 1970: la squadra dei miracoli

#### La presidenza D'Attoma, il ciclo Castagner e la prima volta in Serie A
(Nando Martellini, 1975)

Il Perugia che, nella stagione 1974-1975, ottenne la vittoria del torneo cadetto nonché la prima promozione della sua storia in massima serie.

Ma fu nel campionato seguente, 1974-1975, l'ottavo consecutivo in Serie B, che avvenne la vera e propria svolta. La società si rinnovò profondamente, con l'insediamento alla presidenza dell'imprenditore pugliese Franco D'Attoma e un nuovo staff tecnico e dirigenziale, con Ilario Castagner, già giocatore biancorosso all'inizio del decennio precedente, in panchina, e Silvano Ramaccioni in veste di direttore sportivo. Nuovi anche molti giocatori della squadra, tra cui l'estremo difensore Roberto Marconcini, il libero Pierluigi Frosio, la mezzala Franco Vannini, il compagno di reparto Renato Curi e la punta Paolo Sollier – quest'ultimo salito alle cronache extracalcistiche per la sua militanza politica, esplicitata nel pugno chiuso con cui salutava i tifosi perugini prima di ogni partita. Insomma, un mix tra elementi d'esperienza e giovani promesse, alcuni dei quali al loro primo impatto con la Serie B.
Già nelle prime uscite si capì che le ambizioni dei grifoni potevano andare ben oltre l'obiettivo della salvezza. Con un gioco moderno e convincente, il Perugia si mantenne nelle posizioni di testa fin dalle prime domeniche di campionato, riuscendo a tenere il passo del più quotato Verona, retrocesso a tavolino dalla Serie A e dato come favorito per la vittoria finale. Dopo undici giornate i biancorossi erano secondi in classifica, staccati di un punto dagli scaligeri; poi il 15 dicembre, al dodicesimo turno, dopo il successo casalingo per 3-1 sul Taranto e la sconfitta dei veronesi per 1-0 a Foggia, gli umbri scavalcarono i gialloblù e guadagnarono la vetta della graduatoria, che non lasciarono più per il resto di quel vittorioso torneo. La matematica certezza della promozione arrivò il 15 giugno, grazie al pareggio 1-1 sul campo del Pescara. L'ultima partita casalinga, quella dell'addio al Santa Giuliana, giocata sette giorni dopo e vinta 2-1 col Novara, suggellò la conclusione di una stagione indimenticabile.

Franco D'Attoma, presidente del club dal 1974 al 1983. Sotto il suo mandato, il Perugia debuttò in Serie A nel 1975, sfiorando poi lo scudetto nel 1979.

Il Perugia ottenne la promozione in Serie A con tre punti di vantaggio sul Como e quattro sul Verona. Artefici di questo primo, storico traguardo per lo sport perugino furono il portiere Marconcini, i difensori Michele Nappi, Giancarlo Raffaeli, Giancarlo Savoia e Frosio, i centrocampisti Curi, Giuseppe Picella – il capitano di quella squadra – e Vannini, assieme agli attaccanti Mario Scarpa, Sollier e Sergio Pellizzaro, i calciatori dell'undici titolare; tra gli altri elementi protagonisti della promozione ci furono il secondo portiere Nello Malizia, i difensori Baiardo, Giubilei e Petraz, i centrocampisti Amenta e Tinaglia, e gli attaccanti Marchei, Sabatini e Vitulano.

#### La tragedia di Curi
Tra i protagonisti dell'approdo in massima serie si fece notare Renato Curi, un giovane calciatore cresciuto nel Giulianova e proveniente dal Como, scoperto dal tecnico Castagner e autore in quel torneo cadetto di due reti decisive contro il Verona. Insieme a Vannini divenne il motore del centrocampo di una squadra che in tre stagioni riuscì a centrare non solo l'obiettivo della salvezza, ma a realizzare una costante crescita di livello, che consentì ai grifoni di raggiungere posizioni di classifica medio-alte nonché di conseguire vittorie che per una compagine di provincia erano considerate all'epoca proibitive, come battere le due torinesi al tempo ai vertici.

Il giovane numero otto perugino Renato Curi, morto il 30 ottobre 1977 nello stadio che oggi porta il suo nome.

Il 16 maggio 1976 fu proprio una rete del numero otto biancorosso, in Perugia-Juventus (1-0), a decidere la vittoria del campionato del Torino ai danni dei bianconeri; celebre, tra l'altro, la radiocronaca di Sandro Ciotti: «il Perugia è passato in vantaggio, rete di Curi su cross da destra di Novellino niente da fare per Zoff...» alla quale, non prima di avere finito l'intervento, subentrò quella di Enrico Ameri: «scusa Ciotti questo è l'urlo del Comunale di Torino che ha appreso in questo momento la notizia che tu hai dato, ecco l'urlo del Comunale di Torino, sventolio di bandiere del Torino, la linea a Dalla Noce». Quella squadra aveva inoltre già portato in stagione i colori biancorossi allo storico debutto nelle competizioni europee, partecipando alla Coppa Mitropa. Nell'annata successiva le prestazioni nonché i gol del centrocampista furono determinanti per il raggiungimento del buon sesto posto finale del Perugia, prima delle squadre escluse dalla zona UEFA.
Il campionato 1977-1978 iniziò nel migliore dei modi per i grifoni e per Curi, che dopo cinque giornate si ritrovarono primi in classifica assieme a Genoa, Juventus e Milan. Il sesto turno di campionato vedeva di scena all'allora Comunale di Pian di Massiano la partita più importante, una sfida al vertice proprio contro i bianconeri. È il 30 ottobre 1977, trentamila spettatori gremivano gli spalti. Curi, reduce da un infortunio, aveva recuperato in tempo per essere della partita. La gara iniziò alle 14:30 e la prima frazione di gioco trascorse combattuta da entrambe le parti. Nel mentre una fitta pioggia si abbatté sul capoluogo umbro. Alle 15:34, cinque minuti dopo l'inizio del secondo tempo, sugli sviluppi di una rimessa laterale nei pressi del centrocampo, il giocatore fece uno scatto per raggiungere la palla, ma dopo pochi metri si accasciò a terra. Morì poco dopo, stroncato da un arresto cardiaco, all'età di ventiquattro anni. Da allora, quello stesso stadio dove Curi trovò la morte è intitolato alla sua memoria.

#### Lo scudetto sfiorato e l'imbattibilità
(Valerio Piccioni, Dizionario del calcio italiano, 2000)

Da sinistra: il direttore sportivo Silvano Ramaccioni e l'allenatore Ilario Castagner, tra gli artefici del Perugia dei miracoli salito alla ribalta nella seconda metà degli anni 1970.

Nel corso delle loro prime stagioni di Serie A i biancorossi riuscirono presto a guadagnarsi una buona reputazione nonché la fama di "squadra-simpatia", fin quando gli addetti ai lavori cominciarono insistentemente a parlare di Perugia dei miracoli. A ben vedere, gli umbri stavano infatti ottenendo dei risultati inaspettatamente positivi per una cosiddetta "provinciale", oltretutto alle prime esperienze assolute nel palcoscenico della massima categoria: giocando un calcio moderno ed efficace, esaltato da giocatori di tecnica e qualità come Vannini e Walter Novellino, da uomini di provata esperienza quale l'ex bandiera granata Aldo Agroppi, e da arrembanti giovani come Salvatore Bagni, il Perugia stazionava stabilmente nella prima parte della graduatoria, financo a competere ad armi pari contro avversarie ben più ricche e blasonate.

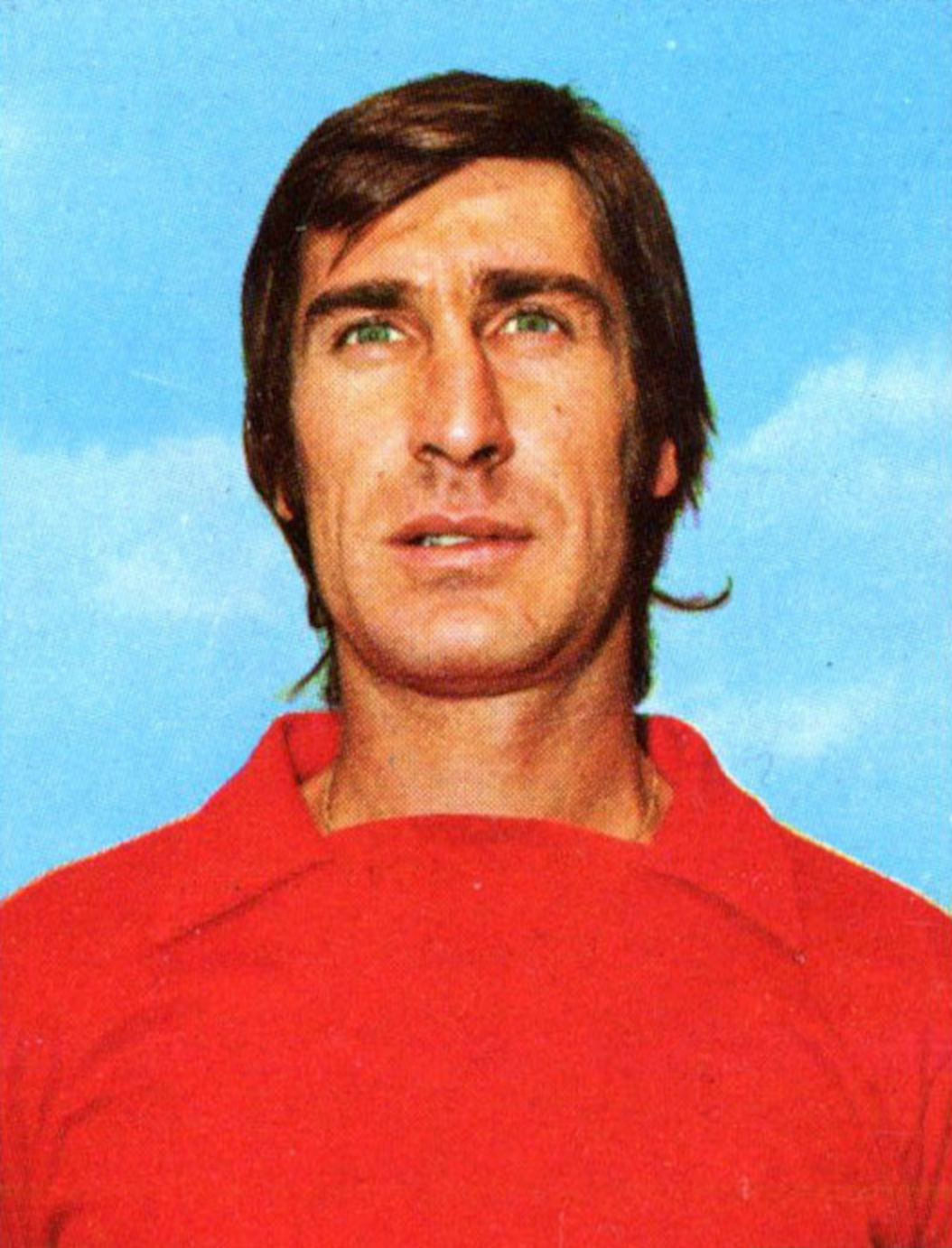
Franco Vannini, punto fermo della squadra negli anni 70 nonché autore della prima rete biancorossa in Serie A, in Perugia- (2-0) del 19 ottobre 1975; un infortunio patito nell'annata dell'imbattibilità lo costringerà a un precoce ritiro all'età di 31 anni.

Nel frattempo i grifoni iniziarono a farsi conoscere anche fuori dai confini italiani, tanto che nel maggio 1978 arrivò la loro prima affermazione in campo internazionale grazie alla vittoria della Coppa d'Estate, un'edizione speciale della Coppa Intertoto, trionfando in un girone composto dai belgi del Waregem, dai tedeschi d'Occidente del Monaco 1860 e dai francesi del Nîmes.
I buoni risultati conseguiti negli anni precedenti furono il preludio alla stagione 1978-1979, nella quale il Perugia divenne la prima squadra a completare il campionato di Serie A senza perdere una partita, rimanendo inoltre in lotta sino alle ultime giornate per la conquista dello scudetto; con un alto numero di pareggi (19 su 30 partite) gli uomini di Castagner si issarono fino al secondo posto della classifica, dietro al Milan che vinse il titolo della stella. Rimane questo il migliore piazzamento nella massima serie italiana dei grifoni, i quali furono i primi nella storia del girone unico capaci di rimanere imbattuti per un'intera annata – in seguito, solo gli stessi rossoneri nel 1991-1992 e la Juventus nel 2011-2012 riusciranno a eguagliare tale primato.
Quel Perugia seppe proporre un gioco d'avanguardia che sopperì fruttuosamente all'inevitabile divario tecnico coi club più quotati, riuscendo dapprima ad arrivare alla vetta solitaria e, dopo l'avvenuto sorpasso, a tallonare poi i rossoneri per il resto del campionato. Gara emblematica della stagione, quella disputata il 4 febbraio 1979 allo stadio Curi contro l'Inter e terminata in parità: al termine del primo tempo i padroni di casa erano sotto di due reti e vedevano la loro imbattibilità a rischio, ma nella ripresa Vannini accorciò dapprima le distanze e, quando i giochi sembravano ormai fatti, al 3' di recupero Antonio Ceccarini trovò il gol del 2-2 nell'ultima azione utile della gara, che salvò l'invulnerabilità biancorossa.
Questa partita divenne lo spartiacque del campionato dei grifoni: nonostante il mantenimento del record, Vannini – giocatore chiave della squadra anche nelle brillanti stagioni precedenti – ne uscì con un grave infortunio, tanto che il giocatore dovette terminare anzitempo la carriera agonistica. Al suo stop si aggiunse due mesi più tardi quello di Frosio, libero della difesa perugina, il quale agli inizi di aprile capitolò sul campo del Torino non potendo così dare il suo contributo allo sprint finale. Pur indebolita dall'infermeria, gli umbri riuscirono a permanere nell'invincibilità anche nel girone di ritorno, chiudendo il campionato a soli tre punti dai meneghini campioni e approdando inoltre per la prima volta nella loro storia in Coppa UEFA.
Il Perugia imbattuto del campionato 1978-1979 venne schierato dal tecnico Castagner con un modulo 1-3-2-3-1 che puntò a esaltare le caratteristiche della mezzala Vannini, fulcro della squadra in mezzo al campo. Il capitano Frosio era il libero di difesa, mentre in attacco il rigorista Casarsa lavorò da "centravanti arretrato" per favorire gli inserimenti in area delle due prolifiche ali Bagni e Speggiorin, finalizzatori delle azioni.
L'undici biancorosso artefice di questo storico primato era composto dall'estremo difensore Malizia, con capitan Frosio inserito nella linea difensiva formata da Nappi, Mauro Della Martira e Ceccarini; più avanti, la coppia Cesare Butti-Paolo Dal Fiume in mezzo al campo, e Vannini al centro del gioco tra le due ali offensive Bagni e Walter Speggiorin, subito dietro l'unica punta Gianfranco Casarsa. Tra gli altri giocatori che portarono il loro contributo all'imbattibilità ci furono il secondo portiere Grassi, i difensori Tacconi e Zecchini, i centrocampisti Goretti e Redeghieri, e l'attaccante Cacciatori.
Si trattava di una squadra senza una vera stella, messa in piedi con calciatori dai nomi non altisonanti, ma che – a eccezione dell'astro nascente Bagni, destinato in futuro a raccogliere successi maggiori – qui in Umbria seppero esprimersi al meglio e vissero il momento più alto delle loro carriere sportive. Il cammino del Perugia nella stagione 1978-1979 rimane ancora oggi un risultato eccezionale per una compagine di provincia, sapientemente raggiunto grazie a un'oculata gestione societaria, a opera del diesse Ramaccioni e del presidente D'Attoma.

#### Il declino
In vista del successivo campionato 1979-1980, in estate un ambizioso Perugia riuscì ad assicurarsi il bomber azzurro Paolo Rossi, in arrivo dal retrocesso L.R. Vicenza; il presidente D'Attoma perfezionò l'approdo in Umbria dell'attaccante della Nazionale con la formula del prestito. È inoltre degno di nota il "pionieristico" accordo commerciale, siglato sempre da D'Attoma all'inizio della stagione, col pastificio Ponte, che portò la squadra biancorossa a esibire la prima sponsorizzazione di maglia, pur "mascherata" da fornitura tecnica: si trattò di un primato assoluto nella storia del calcio italiano.
Sul campo, Pablito fece egregiamente la sua parte sottorete, ma la squadra non riuscì comunque a ripetere il "miracolo" di pochi mesi prima, mostrandosi quasi frastornata dall'improvvisa notorietà acquisita, cosa che la portò forse a perdere il giusto senso dell'ambiente. In campionato il Perugia non riuscì a mantenersi nelle posizioni di vertice, e anche la prima partecipazione del club alla Coppa UEFA si concluse prematuramente ai sedicesimi di finale, per mano dei greci dell'Arīs Salonicco. A questa stagione sottotono influì il perdurare dell'assenza di un valido centrocampista come Vannini, il quale sarà poi costretto a un precoce ritiro per via dell'infortunio in cui occorse all'inizio del 1979.
Comunque, proprio nel momento in cui la società sembrava avere stabilmente raggiunto una collocazione di rilievo nel calcio italiano, arrivò inaspettatamente la svolta negativa. Nel marzo 1980 scoppiò infatti lo scandalo del Totonero, che travolse lo stesso Rossi e, indirettamente le sorti del Perugia, che si sfaldò definitivamente concludendo il torneo a un anonimo settimo posto; oltre all'attaccante vennero squalificati anche Della Martira e Zecchini sicché alla squadra, nel successivo campionato, venne inflitta una penalizzazione di cinque punti.

### Anni 1980: tra alti e bassi

Giovanni Pagliari, tra i leader degli umbri negli anni 1980.

Coi pesanti fardelli di una rosa titolare mutilata da una parte, e una partenza a handicap dall'altra, a sole due stagioni dall'imbattibilità e da uno scudetto sfiorato, al termine della stagione 1980-1981 la squadra umbra cadde in Serie B; quindi, nel corso di questo decennio, seguì anche l'inevitabile disgregarsi di quel gruppo dirigenziale che, in pochi anni, era riuscito a portare la piccola "provinciale" perugina ai massimi livelli nazionali.
I primi anni 1980 furono segnati dietro la scrivania dalla breve ma significativa presidenza di Spartaco Ghini, salito alla testa di quel sodalizio che già lo vide tra i ranghi nel decennio precedente, e in campo dai gemelli del gol Moreno Morbiducci e Giovanni Pagliari, quest'ultimo destinato ad assurgere a bomber di riferimento del decennio. Nell'annata 1984-1985 i grifoni, allenati da Aldo Agroppi, mancarono il ritorno in A di un solo punto stabilendo per giunta i record – tuttora in essere – del minore numero di sconfitte (1) e del maggiore numero di pareggi (26 su 38 incontri) nel torneo cadetto; ciò sembrò l'inizio di un'inversione di tendenza, invece il declino proseguì fino al doppio declassamento d'ufficio in Serie C2 del 1986, deliberato dalla Commissione di Appello Federale (CAF) per il coinvolgimento del Perugia anche nel Totonero-bis, dopo peraltro essere già retrocesso sul campo nonostante una rosa che aveva visto il ritorno di un Novellino al tramonto nonché il promettente Andrea Pazzagli tra i pali.

Il Perugia vincitore della Serie C2 1987-1988, allenato da Mario Colautti e trascinato dai gol del ventenne capocannoniere Fabrizio Ravanelli (in piedi, secondo da destra).

Dopo due stagioni, nel 1987-1988 arrivò la vittoria del campionato, in tandem con il Casarano, e il ritorno in C1. La squadra artefice della promozione, allenata da Mario Colautti, vedeva come punti fermi il perugino Graziano Vinti in porta e l'ormai bandiera biancorossa Pagliari in avanti, affiancati nell'undici titolare da giovani talenti quali Angelo Di Livio e il prodotto del vivaio Fabrizio Ravanelli, quest'ultimo peraltro migliore marcatore del torneo; sul finire degli anni 1980 la rosa dei grifoni annoverava altri promettenti elementi come Giovanni Bia e Roberto Rambaudi, tutti nomi che sapranno sfruttare la ribalta perugina per arrivare, negli anni seguenti, a calcare i maggiori campi italiani ed europei.

### Anni 1990

#### La presidenza Gaucci
(Federico Giunti, 2016)

Giovanni Cornacchini, bomber dei primi anni 1990 e per due volte capocannoniere della Serie C1 con i grifoni.

Una nuova svolta nella storia della società avvenne sul finire del 1991, quando Luciano Gaucci, imprenditore capitolino già vicepresidente della Roma, rilevò un Perugia che si barcamenava in Serie C1 ed era sull'orlo del fallimento. Il nuovo proprietario – un personaggio nel vero senso del termine, il quale ben presto salirà alla ribalta della cronaca calcistica per i suoi modi quantomeno poco ortodossi nel rapportarsi con giocatori, allenatori, colleghi e giornalisti – palesò l'intento di riportare quanto prima i biancorossi in massima serie, obiettivo che riuscì a centrare nell'arco di un lustro.
Per conseguire tale proposito, nei primi anni 1990 l'«uragano» Gaucci non esitò a dare il la a delle imponenti campagne acquisti (se rapportate alla categoria) che destarono non poco scalpore tra gli addetti ai lavori, facendo arrivare sul prato del Curi, tra gli altri, l'esperto Giuseppe Dossena e il bomber delle serie minori Giovanni Cornacchini. Nel 1991-1992 il club chiuse terzo sfiorando la promozione in Serie B, poi ottenuta l'anno successivo al termine di uno spareggio contro l'Acireale, giocato a Foggia e vinto 2-1 dalla squadra umbra; una gioia effimera poiché, appena il giorno dopo, per Gaucci scoppiò lo scandalo di un "regalo" sotto forma di cavallo alla famiglia di un arbitro compiacente, cosa che portò la CAF a negare la serie cadetta ai grifoni in favore dei siciliani.

Il perugino Federico Giunti, protagonista in biancorosso della veloce scalata, a metà anni 1990, dalla C1 alla A.

Il campionato 1993-1994 vide il Perugia, tornato nelle mani di Ilario Castagner, rivalersi sul campo e vincere nettamente il proprio girone, con Cornacchini che si aggiudicò per la seconda volta consecutiva la classifica cannonieri, potendo stavolta riaffacciarsi definitivamente in Serie B dopo otto anni di assenza; raggiunse inoltre la finale della Coppa Italia di Serie C, dove uscì sconfitto per mano della Triestina, dopo due pareggi, solamente per la regola dei gol fuori casa.
La squadra rimase in Serie B solo per un biennio, poiché nella stagione 1995-1996 i grifoni, stavolta con Giovanni Galeone in panchina, e trascinati in campo dal capitano Federico Giunti e dai gol di Marco Negri, compirono il grande salto. Dopo una aspro duello nell'ultima parte di campionato con la Salernitana, a posteriori fu decisivo il calcio di rigore trasformato da Massimiliano Allegri al 9' di recupero della sfida casalinga contro il Venezia, a tre turni dal termine: tale 1-0 al fotofinish fu lo scatto decisivo, che permise ai biancorossi di staccare in classifica i campani e agguantare virtualmente la Serie A. Per la matematica fu necessario attendere l'ultima giornata, il 9 giugno 1996, quando il successo 3-2 al Curi sul Verona permise agli umbri di cogliere, in coabitazione con la Reggiana, quel terzo posto che valse il ritorno nella massima categoria a quindici anni esatti dalla precedente apparizione.

#### La seconda avventura in Serie A
La permanenza in Serie A durò, in questo caso, appena dodici mesi. Al termine di un campionato condotto positivamente nella prima parte della stagione ma presto incanalatosi nella bagarre della zona salvezza, e segnato dall'esonero di Galeone in favore dell'approdo in Umbria di Nevio Scala, la squadra retrocesse all'ultima giornata per via della peggiore classifica avulsa, nonostante il buon bottino sottoporta di Negri che gli varrà, nella successiva estate, la chiamata a Glasgow da parte dei titolati Rangers.

Da sinistra: Gabriele Grossi, Antonino Bernardini, Milan Rapaić e Antonio Manicone festeggiano il ritorno in Serie A al termine del vittorioso spareggio di Reggio Emilia contro il, appendice del campionato 1997-1998, risoltosi solo ai tiri di rigore.

Di nuovo in Serie B, i biancorossi riconquistarono immediatamente la massima categoria con un percorso tuttavia molto travagliato, che partorì ben quattro cambi di guida tecnica nel corso della stagione: il dimissionario Attilio Perotti venne inizialmente sostituito da Albertino Bigon, poi Gaucci richiamò Perotti per alcune giornate, ma in seguito lo scaricò definitivamente riportando ancora una volta sulla panchina perugina Ilario Castagner, per cercare di raggiungere una Serie A che a questo punto appariva fuori portata. Contrariamente a ciò, grazie a un finale di campionato da record l'allenatore dei miracoli riuscì dapprima ad agganciare il Torino al quarto posto, l'ultimo utile alla promozione, per poi avere la meglio dei granata nello spareggio di Reggio Emilia, riportando i grifoni in A: un match che si risolse solo ai tiri di rigore con la decisiva trasformazione di Sandro Tovalieri, tra i protagonisti della pronta risalita assieme al capitano Salvatore Matrecano, alla coppia di centrocampo Antonio Manicone-Renato Olive emersa nel girone di ritorno, e all'attaccante croato Milan Rapaić.
Il Perugia rimase stavolta in massima categoria per sei stagioni. Nel 1998-1999 gli umbri, guidati da Castagner e poi dallo jugoslavo Vujadin Boškov, raggiunsero la salvezza classificandosi al quattordicesimo posto e qualificandosi per la Coppa Intertoto. Si mise definitivamente in luce Rapaić assieme al nuovo arrivato Hidetoshi Nakata, entrambi molto amati dai tifosi: in particolar modo il centrocampista giapponese, sbarcato in Italia tra varie perplessità, esordì con una doppietta alla Juventus affermandosi poi nei mesi seguenti tra le rivelazioni del torneo; con le sue prestazioni, il fantasista nipponico divenne ben presto un fenomeno mediatico a livello globale tanto da rimanere tuttora il solo calciatore biancorosso, nell'intera storia del club, arrivato a ricevere la candidatura al Pallone d'oro, nelle edizioni del 1998 e 1999.

Da capitano del Perugia, nel campionato 2000-2001 Marco Materazzi ha stabilito il record di gol in un'edizione della Serie A per un difensore (12).

Nell'annata 1999-2000 la squadra fu affidata a Carlo Mazzone, che la portò senza patemi al decimo posto finale; all'ultima giornata i biancorossi furono peraltro decisivi nella corsa-scudetto poiché, esattamente come accaduto ventiquattro anni prima, batterono in casa la Juventus 1-0, stavolta con gol di Alessandro Calori, togliendo ai piemontesi la possibilità di conquistare un titolo che andò appannaggio della Lazio. In Intertoto gli umbri uscirono invece al terzo turno dopo una squalifica subìta nella partita di ritorno coi turchi del Trabzonspor, vanificando così il successo dell'andata.

### Anni 2000

#### Gli exploit del ciclo Cosmi
Nell'estate 2000 Luciano Gaucci decise per dei profondi cambiamenti in seno alla squadra. La piazza si schierò inizialmente contro il presidente, il quale da parte sua sembrava fare di tutto per non voler andare d'accordo coi tifosi. All'ingaggio come nuovo allenatore di un nome poco noto al grande pubblico, il perugino Serse Cosmi, fin lì fattosi notare per avere portato l'Arezzo dalla Serie D alla C1 ma che ancora non vantava esperienze nelle categorie maggiori, seguì lo smantellamento dell'undici titolare con la cessione dei maggiori elementi della rosa. Ai pochi punti fermi rimasti quali il portiere Andrea Mazzantini, il capitano Marco Materazzi e l'esperto Zé Maria, attraverso una grande opera di scouting vennero affiancati una nidiata di nuovi innesti; tra di loro, giovani e promettenti italiani spesso scovati nelle serie inferiori, come Davide Baiocco, Manuele Blasi, Marco Di Loreto, Fabio Liverani e Mirko Pieri, e stranieri provenienti da ogni parte del pianeta, su tutti l'attaccante greco Zīsīs Vryzas.

Il perugino Serse Cosmi, tecnico di riferimento nelle stagioni in Serie A dei primi anni 2000, ha inoltre portato la squadra della sua città al primo trionfo confederale nella Coppa Intertoto 2003.

A dispetto delle premesse della vigilia che volevano nei biancorossi le vittime sacrificali del campionato, il rinnovato Perugia propose subito un gioco divertente e, cosa più importante, proficuo. I grifoni si classificarono decimi nel 2000-2001, affermandosi come la sorpresa di un torneo in cui emerse soprattutto Materazzi il quale, nonostante il ruolo, si issò a capocannoniere della squadra mettendo a segno 12 reti – siglando il record, per un difensore, in una singola annata della massima divisione italiana. Cosmi ottenne il massimo dalla rosa messagli a disposizione, lanciando i suoi ragazzi ai massimi livelli della Serie A: una stagione che trovò suggello nell'amichevole Italia-Sudafrica disputata il 25 aprile 2001 proprio al Curi di Perugia, dove per la prima volta due grifoni, Materazzi e il regista Liverani, vestirono assieme la maglia azzurra.
Nel campionato 2001-2002 la squadra, che scommise stavolta sull'iraniano Rahman Rezaei e sull'ancora sconosciuto Fabio Grosso, futuro «eroe» azzurro al campionato del mondo 2006, migliorò ulteriormente il piazzamento in classifica arrivando all'ottavo posto. L'anno successivo gli umbri si comportarono oltre le aspettative in Coppa Italia dove, trascinati dai gol di Fabrizio Miccoli – laureatosi nell'occasione migliore marcatore dell'edizione, prima assoluta per un giocatore biancorosso –, colsero il loro migliore risultato nella competizione spingendosi fino alle semifinali, da dove vennero estromessi dal Milan poi vincitore dell'edizione; in campionato si qualificarono nuovamente per l'Intertoto classificandosi noni, al termine di una stagione ricca di soddisfazioni.

#### Il trionfo in Coppa Intertoto
Perugia, 12 agosto 2003, stadio Renato Curi

Finale – Andata

 Perugia – Wolfsburg 

1 – 0

- Perugia: Kalac; Diamoutene, Di Loreto, Alioui; Zé Maria, Tedesco (46' do Prado), Obodo, Fusani, Grosso (88' Loumpoutis); Bothroyd, Vryzas (79' Berrettoni).
- Allenatore: Cosmi.

- Wolfsburg: Jentzsch; Biliskov, Schnoor, Franz, Müller; Thiam, D'Alessandro, Weiser, Petrov; Topić, Klimowicz.
- Allenatore: Röber.

- Arbitro: Costa (Portogallo).
- Marcatori:  39’ Bothroyd.
- Spettatori: 18 000 circa

Wolfsburg, 26 agosto 2003, Volkswagen-Arena

Finale – Ritorno

 Wolfsburg – Perugia 

0 – 2

- Wolfsburg: Jentzsch; Franz, Thiam, Schnoor; Weiser, D'Alessandro, Rytter, Streit (46' Hrgovic), Petrov; Klimowicz, Topić (11' Müller, 59' Karhan).
In panchina: Ramović, Munteanu, Präger, Sarpei.
- Allenatore: Röber.

- Perugia: Kalac; Diamoutene, Di Loreto, Alioui; Zé Maria, Tedesco, Obodo, Fusani, Grosso (13' Loumpoutis); Bothroyd (63' Berrettoni), Vryzas (90' do Prado).
In panchina: Tardioli, Ignoffo, Gatti, Bjelanović.
- Allenatore: Cosmi.

- Arbitro: Egmond (Paesi Bassi).
- Marcatori:  17’ Tedesco,  90’ Berrettoni.
- Spettatori: 15 000 circa

La quarta stagione sotto la guida di Cosmi si aprì nell'estate 2003 con la vittoria europea della Coppa Intertoto UEFA, finalmente arrivata a Perugia al quarto tentativo dell'era Gaucci. La compagine biancorossa, capitanata da Giovanni Tedesco, ebbe la meglio nella doppia finale sui tedeschi del Wolfsburg battuti in entrambe le partite, per quello che rimane il primo e fin qui unico trofeo confederale conseguito dai perugini nonché, allo stesso tempo, la prima affermazione del genere per il calcio umbro. Con questo successo i grifoni si guadagnarono inoltre un posto nella successiva Coppa UEFA, in cui raggiunsero i sedicesimi di finale prima di venir eliminati ad Eindhoven dai più quotati olandesi del PSV.
Inversamente, meno fortunato e più problematico fu il percorso in campionato dove il Perugia, che si fece notare più per il controverso ingaggio di Saadi Gheddafi (figlio del raʾīs libico) che non per i risultati in campo, si mostrò refrattario alla vittoria per tutto il girone di andata. Al termine della tornata di ritorno i biancorossi riuscirono tuttavia a raggiungere in extremis il quart'ultimo posto, che solo per quell'anno dava accesso a uno spareggio interdivisionale contro la sesta classificata della serie cadetta, la Fiorentina: ad avere la meglio fu proprio la squadra viola, che guadagnò così la massima categoria a spese dei grifoni. Dopo sei anni il Perugia ricadde in Serie B, si concluse l'era Cosmi e ben presto si concluderà anche la lunga epoca dei Gaucci.

#### La fine di un'epoca
La stagione del centenario vide l'avvicendamento alla presidenza tra il patron Luciano Gaucci e il figlio Alessandro, e l'arrivo in panchina dell'emergente Stefano Colantuono, con l'obiettivo di puntare all'immediato ritorno in Serie A. Al termine del campionato 2004-2005, il terzo posto in classifica valse ai perugini l'accesso ai play-off dove, superato l'ostacolo Treviso in semifinale, andarono a sfidare il Torino per l'ultimo posto utile alla promozione. Tuttavia, è qui che nello spazio di pochi giorni il Perugia passò dal sogno della massima categoria all'incubo di un declassamento d'ufficio: alla sconfitta nel doppio confronto finale coi granata, maturata unicamente per il peggiore piazzamento dei biancorossi nella stagione regolare, seguì l'esclusione dal successivo torneo di Serie B, decisa dalla giustizia sportiva causa varie pendenze economiche del club.
Tra la fine del II e l'inizio del III millennio i positivi risultati raggiunti dal Perugia, in merito alla scoperta e successiva valorizzazione dei suoi calciatori, furono anche il risultato di un'innovativa strategia di scouting messa in piedi al tempo dalla società umbra. Facendo ampio ricorso alla tecnologia disponibile all'epoca, venne allestito un centro multimediale collegato a Internet per la costante ricezione, da parte di una rete di addetti ai lavori, di videocassette, dati e statistiche inerenti ancora sconosciuti giocatori scovati in tutto il mondo.
Tra tante scommesse che fisiologicamente delusero le aspettative, i «colpi» di mercato messi a segno in questi anni furono comunque numerosi: oltre ai casi più famosi, il giapponese Hidetoshi Nakata – affermatosi nel calcio europeo proprio con la maglia perugina – e il croato Milan Rapaić, si segnalarono soprattutto l'ecuadoriano Iván Kaviedes e il nigeriano Christian Obodo i quali, a fronte dell'irrisoria spesa di cartellino, con le loro buone prestazioni e le successive cessioni generarono dei sostanziosi profitti.
Con la famiglia Gaucci, dopo quattordici anni, fuori dai giochi, grazie al lodo Petrucci il club riuscì quantomeno a iscriversi alla Serie C1 sotto una nuova amministrazione societaria, capeggiata da Vincenzo Silvestrini e denominata Perugia Calcio. La stagione 2005-2006 fu di fatto di ricostruzione, col solo capitano Andrea Bernini rimasto a fare da trait d'union col recente passato, e si chiuse al sesto posto, posizione poi bissata l'anno seguente fallendo tuttavia l'obiettivo prefissato dei play-off. Il Perugia ritentò la scalata verso la promozione nel 2007-2008, quando col quinto posto nel girone ottenne stavolta l'accesso ai play-off, da cui tuttavia gli uomini di Antonello Cuccureddu uscirono sconfitti in semifinale contro l'Ancona, qualificato in virtù del migliore piazzamento conseguito in regular season.

#### La caduta nei dilettanti
Al termine del campionato la famiglia Silvestrini decise di lasciare la proprietà, che in estate passò di mano a Leonardo Covarelli, già alla testa del Pisa. Ne seguì una stagione difficile, costellata da quattro cambi di guida tecnica in cui rimase coinvolto anche uno dei protagonisti degli anni 1980 in biancorosso, Giovanni Pagliari, e che, nonostante l'ottavo posto finale possa trarre in inganno, nella realtà traghettarono con fatica i grifoni verso una salvezza ottenuta, causa una graduatoria molto stretta, solamente all'ultima giornata.
Il torneo 2009-2010 non iniziò sotto i migliori auspici, dato che la dirigenza riuscì a regolarizzare l'iscrizione della squadra solo in seconda battuta, a fronte di un iniziale rifiuto. Al termine di un campionato senza infamia e senza lode, concluso a un anonimo undicesimo posto, emersero gravi problemi finanziari in seno alla società umbra, al punto che il Tribunale di Perugia accolse l'istanza di fallimento presentata da alcuni creditori. Nel luglio seguente venne revocata l'affiliazione al club perugino, scomparso per la seconda volta nell'arco di un lustro: nuovamente declassati pur senza essere retrocessi sul campo, per poter dare un seguito alla loro storia i biancorossi furono costretti a ripartire dai dilettanti.

### Anni 2010

#### La risalita tra i professionisti
Nell'estate 2010 una cordata capitanata dall'imprenditore umbro Roberto Damaschi portò alla nascita della nuova Associazione Sportiva Dilettantistica Perugia Calcio, ammessa in soprannumero alla Serie D. Allenati da Pierfrancesco Battistini, e con in più un Roberto Goretti tornato a casa dopo una carriera trascorsa in giro per la penisola, nella stagione 2010-2011 i grifoni vinsero agevolmente il girone E della massima categoria dilettantistica con tre giornate di anticipo, sopravanzando il Castel Rigone e tornando così tra i professionisti. A coronamento di una stagione di successi, pochi giorni dopo la squadra si assicurò anche la Coppa Italia di Serie D sconfiggendo in finale la Turris. A fine anno il Perugia partecipò inoltre alla poule nazionale del campionato, arrivando a giocarsi in finale la conquista dello scudetto di categoria che tuttavia andò appannaggio del Cuneo.
Con l'approdo nel calcio professionistico la società cambiò ragione sociale, acquisendo il nome di Associazione Calcistica Perugia Calcio da allora in uso. Anche grazie alle prestazioni del capitano-goleador Giampiero Clemente, il 2011-2012 vide i biancorossi primeggiare nel girone B della Seconda Divisione, pur se all'inizio del 2012 irruppe l'ennesimo riassetto societario degli ultimi anni, con l'uscita di scena di Damaschi. L'undici umbro raggiunse con due giornate di anticipo la promozione, la seconda consecutiva, in Prima Divisione; al termine dell'annata arrivò anche il trionfo nella Supercoppa di Seconda Divisione ai danni del Treviso.

#### La presidenza Santopadre

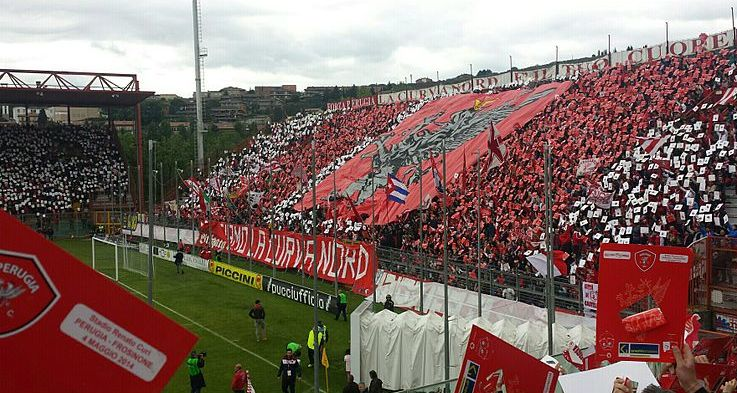
La scenografia della curva Nord perugina il 4 maggio 2014, per l'ultima partita di campionato contro il : il successo nello scontro diretto del Curi (1-0) ha dato ai padroni di casa la vittoria del girone di Prima Divisione e la promozione, dopo nove anni, in Serie B.

La stagione 2012-2013, seppur iniziata in maniera altalenante tanto da portare all'esonero del tecnico della risalita, Battistini, in favore dell'ex grifone Andrea Camplone, si chiuse con il secondo posto nel girone B di Prima Divisione, a una manciata di punti dalla capolista Avellino; ai play-off, il sogno della promozione s'interruppe in semifinale, dove i perugini vennero eliminati dal Pisa. Sul finire del torneo venne intanto ufficializzato il nuovo assetto societario del club, ora in mano all'imprenditore romano Massimiliano Santopadre.
Dodici mesi dopo, quella promozione sfuggita l'anno prima venne conquistata al termine nell'annata 2013-2014. Rinforzati dall'arrivo dell'esperto Gianluca Comotto e dalle reti della coppia d'attacco Umberto Eusepi-Fabio Mazzeo, stavolta gli uomini di Camplone vinsero in volata il girone B dopo un lungo "triello" con Frosinone e Lecce: all'ultimo turno, nello scontro diretto coi laziali al Curi, Marco Moscati firmò l'1-0 che permise al Perugia di ritornare in Serie B, dopo nove stagioni e due fallimenti; per i biancorossi fu la terza promozione nello spazio di quattro anni. A fine torneo gli umbri sollevarono inoltre la Supercoppa di Prima Divisione, messa in bacheca a spese dell'Entella; il Perugia diventò la prima squadra a fare proprie entrambe le Supercoppe della Lega Pro.

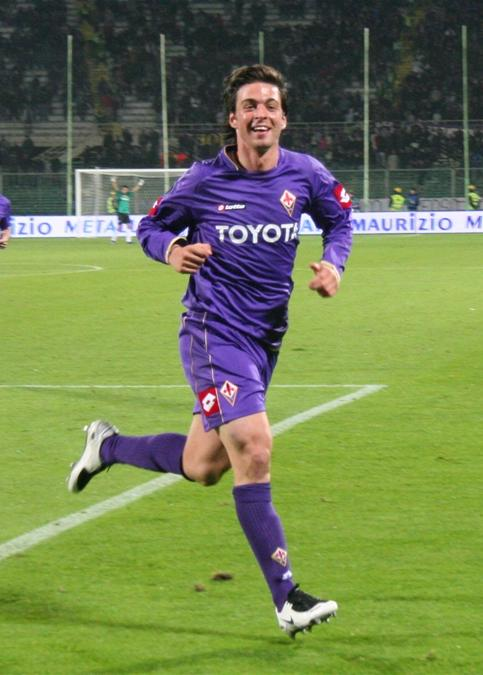
Samuel Di Carmine (qui alla Fiorentina), bomber di riferimento del Perugia nella seconda metà degli anni 2010, in cui diventa il migliore marcatore biancorosso nella storia della Serie B.

Da qui in avanti i biancorossi si stabilizzarono senza troppi patemi in Serie B, e anzi riuscendo a impegnarsi nella lotta promozione grazie a costanti piazzamenti in zona play-off: nel campionato 2014-2015 gli uomini di Camplone si arresero al Pescara nel turno preliminare, mentre in quello del 2016-2017 i perugini, nel frattempo passati in mano a un altro grifone del passato, Cristian Bucchi, caddero in semifinale contro il Benevento. L'unico passo a vuoto di questa fase storica fu rappresentato dall'annata 2019-2020 in cui, né la guida tecnica di Massimo Oddo né un effimero e deludente ritorno di Cosmi, riuscirono a risollevare una squadra lentamente risucchiata nei bassifondi e infine inopinatamente retrocessa dopo la sconfitta ai play-out contro il Pescara, arrivata in un drammatico epilogo dal dischetto.

### Anni 2020
Nonostante la delusione per la retrocessione, l'ambiente perugino si rinsaldò immediatamente e riguadagnò un posto in Serie B dopo appena una stagione. I biancorossi vinsero, infatti, in volata il girone B della Serie C 2020-2021 grazie soprattutto a una repentina rimonta che, nelle cinque giornate conclusive, li fece balzare dal terzo al primo posto, appaiando il Padova in vetta e avendone la meglio in virtù della differenza reti a favore negli scontri diretti; l'undici di Fabio Caserta, in cui si misero in spolvero elementi come Melchiorri, Minesso e Murano, ebbe inoltre accesso alla Supercoppa di Serie C ma stavolta, rispetto a sette anni prima, non riuscì a sollevare il trofeo a causa della decisiva sconfitta patita sul campo dei rivali di sempre della Ternana.
Nel campionato di Serie B 2021-2022 il Perugia, allenato da Massimiliano Alvini, riesce a centrare la qualificazione ai play-off tramite l'ottavo posto, ottenuto all'ultima giornata approfittando anche di favorevoli risultati concomitanti: nel primo turno degli spareggi è, tuttavia, il Brescia a prevalere nel confronto con gli umbri, obbligati alla vittoria in trasferta, per via del peggiore piazzamento nella stagione regolare, e sconfitti dai lombardi per 3-2. Al contrario, totalmente negativa è l'annata 2022-2023 in cui la squadra, che passa per l'esonero del nuovo tecnico Fabrizio Castori, la breve gestione di Silvio Baldini e il definitivo reintegro di Castori, per tutto il campionato non riesce a staccarsi dai bassifondi della classifica; pur lottando con il Brescia fino all'ultima giornata, a fine campionato i biancorossi mancano anche l'accesso ai play-out e fanno così ritorno in Serie C dopo un biennio.